# 樟宜博物馆

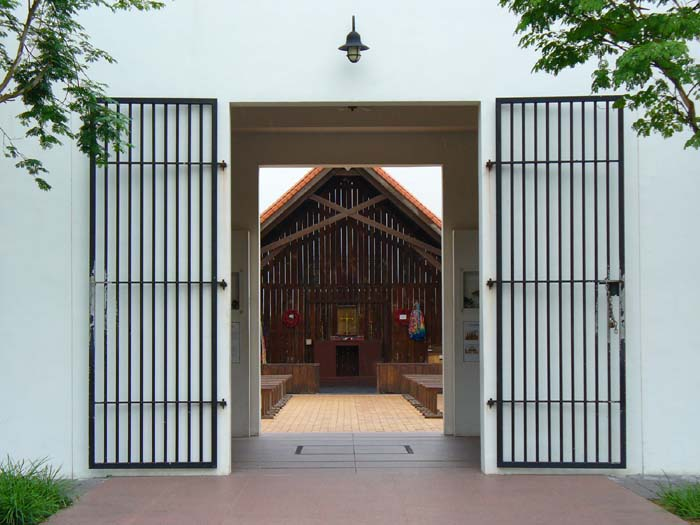
樟宜博物馆

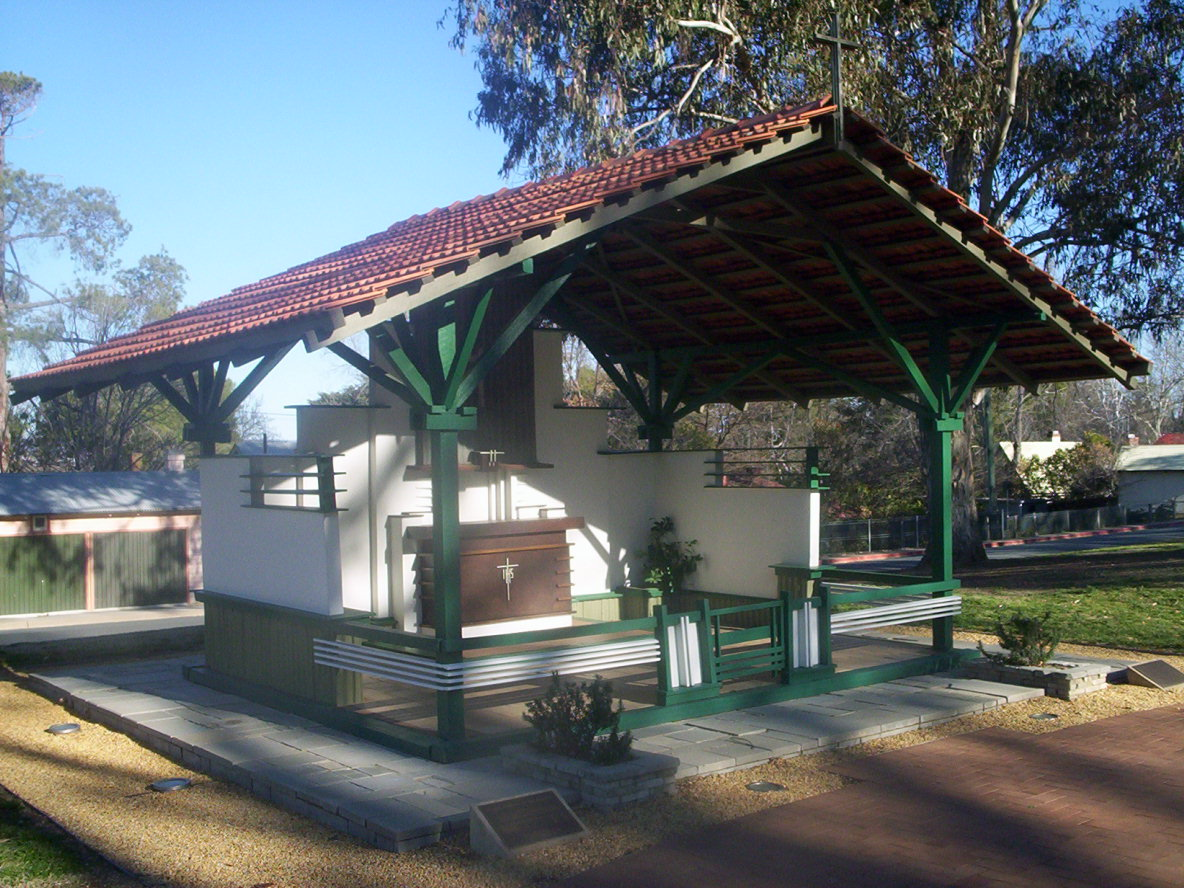
原有的礼拜堂，后搬迁至澳大利亚堪培拉

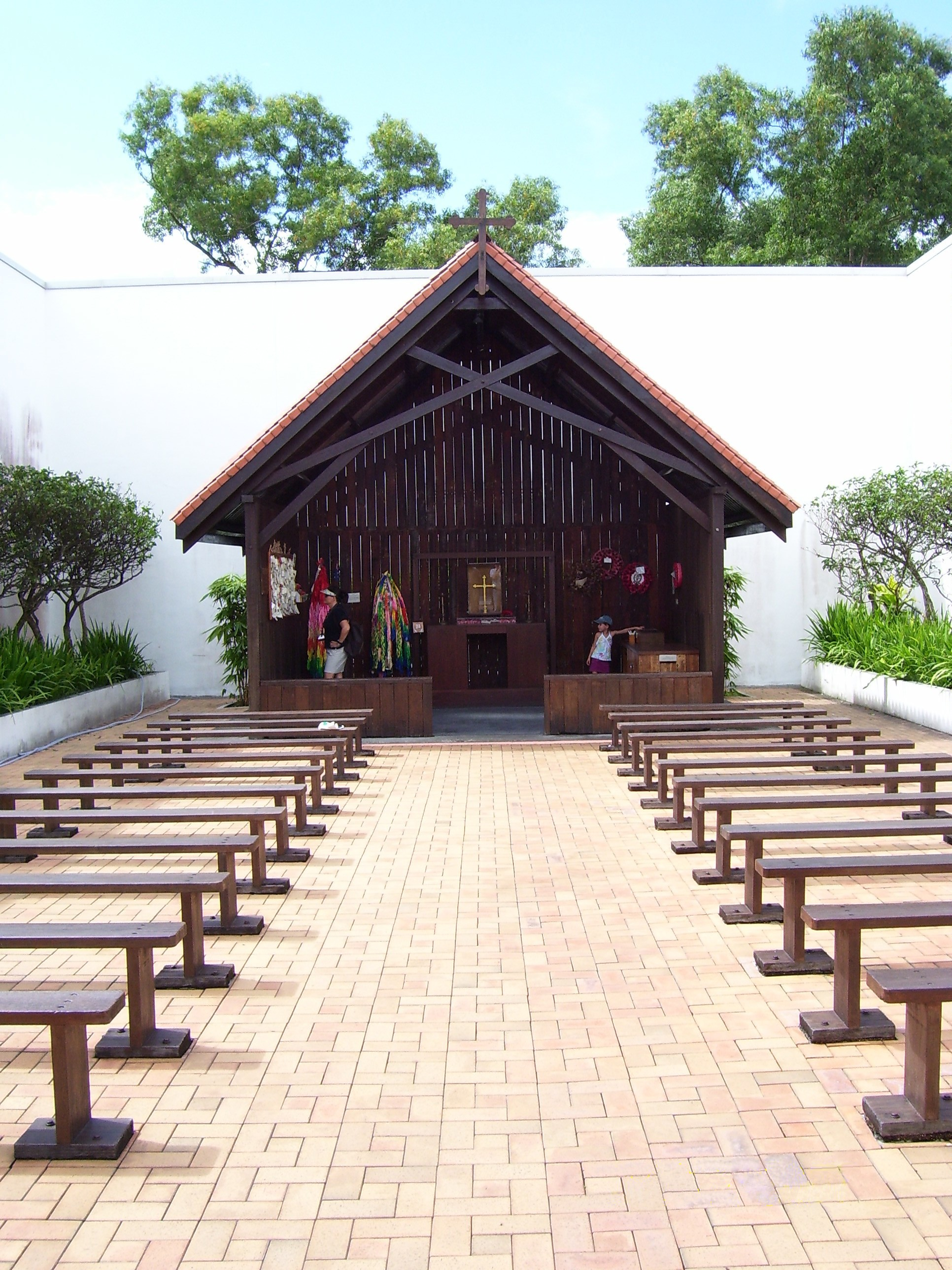
1988年复制礼拜堂，2001年搬迁至此

樟宜博物馆（英語：Changi Chapel and Museum）是一座新加坡军事博物馆，主要展览第二次世界大战期间新加坡日占时期历史。

## 历史
第二次世界大战结束后，原有的礼拜堂被拆解运送至澳大利亚，1988年在堪培拉重建并成为国家战俘纪念馆的一部分。
1988年新加坡政府斥资在樟宜监狱附近复制一个礼拜堂和博物馆，2001年樟宜监狱面积扩张后，礼拜堂和博物馆被迫搬迁至一公里以外，2001年2月15日正式确定于现址。